# Acqua salata (Chiello)
Acqua salata  è un singolo del cantante italiano Chiello, pubblicato il 23 maggio 2019 come primo estratto dal primo album in studio Oceano paradiso.

## Tracce
Testi di Rocco Modello, musiche di Gregory Taurone, Davide Mancini.
1. Acqua salata – 3:49